# Episodi di Senna
La miniserie televisiva su Ayrton Senna, composta da sei episodi, è stata distribuita da Netflix il 29 novembre 2024. 
| n° | Titolo originale | Titolo italiano | Pubblicazione    |
| -- | ---------------- | --------------- | ---------------- |
| 1  | Vocação          | La chiamata     | 29 novembre 2024 |
| 2  | Determinação     | Appartenenza    | 29 novembre 2024 |
| 3  | Ambição          | Ambizione       | 29 novembre 2024 |
| 4  | Paixão           | Passione        | 29 novembre 2024 |
| 5  | Herói            | Eroe            | 29 novembre 2024 |
| 6  | Tempo            | Tempo           | 29 novembre 2024 |

## La chiamata
- Titolo originale: Vocação
- Diretto da: Vicente Amorim e Julia Rezende
- Scritto da: Gustavo Brangança, Álvaro Campos, Álvaro Mamute, Rafael Spínola e Thais Falcão

### Trama
La giovane stella Ayrton da Silva sfiora la vittoria del Campionato del Mondo di Karting del 1979. Tuttavia, a causa di una controversa decisione della FIA di Jean-Marie Balestre, gli viene negato il titolo attraverso uno spareggio illogico. Determinato a inseguire il suo sogno di raggiungere la Formula 1, Ayrton si trasferisce in Inghilterra per gareggiare nella Formula Ford. La sua ragazza, Lilian, accetta di sposarlo e di seguirlo in Inghilterra, a patto che al termine della stagione, qualunque sia l'esito, tornino in Brasile. Ayrton mantiene la promessa di tornare a casa: nonostante la vittoria del titolo fa ritorno in patria. Tuttavia, dopo aver visto in televisione la vittoria del Campionato mondiale di Formula 1 del 1981 da parte del brasiliano Nelson Piquet decide di tornare in Europa.

## Appartenenza
- Titolo originale: Determinação
- Diretto da: Vicente Amorim e Julia Rezende
- Scritto da: Gustavo Brangança, Álvaro Campos, Álvaro Mamute, Rafael Spínola e Thais Falcão

### Trama
Nel 1983 Ayrton vince il Campionato di Formula 3 contro Martin Brundle e viene promosso in Formula 1, dove correrà per il 1984. Inizialmente avrebbe dovuto correre per la Lotus F1 Team, ma viene scartato per via delle sue origini brasiliane, perciò debutta con la Toleman. Da quel momento decide di prendere il cognome italiano di sua madre: Senna. Nonostante si tratti di una scuderia piccola, Ayrton riesce a ottenere punti nelle prime gare della stagione. Nel frattempo, sua moglie Lilian decide di divorziare. Durante una festa fa conoscenza di altri piloti, tra cui il suo futuro rivale Alain Prost e Niki Lauda, anche lui partito da una piccola scuderia, che gli rivela il miglior modo per farsi conoscere dai grandi team: correre bene nel Gran Premio di Monaco. Nonostante la pioggia, Ayrton supera le grandi leggende della competizione tra cui lo stesso Lauda, e proprio quando sta per superare Prost, in prima posizione, la gara viene interrotta per le condizioni meteorologiche estreme: la vittoria va a Prost, Senna deve accontentarsi del secondo posto. La sua prestazione riesce però a convincere la Lotus, con cui firma per il 1985. 

## Ambizione
- Titolo originale: Ambição
- Diretto da: Vicente Amorim e Julia Rezende
- Scritto da: Gustavo Brangança, Álvaro Campos, Álvaro Mamute, Rafael Spínola e Thais Falcão

### Trama
Ayrton raggiunge la sua prima vittoria in Formula 1 nel Gran Premio del Portogallo 1985. Ciò però non basta: sarà Prost con la sua McLaren a vincere il campionato nel 1985 e nel 1986. Nonostante Senna sia considerato il pilota più veloce ciò che fa la differenza è la scuderia: dal 1988 correrà infatti per la McLaren, accanto al rivale. Durante il Gran Premio di Monaco, Ayrton perde il controllo della macchina e dopo un incidente è costretto al ritiro, permettendo a Prost di prendere la leadership del campionato. La stagione si trasforma in una continua rivalità tra i due piloti, ma sembra essere Ayrton ad avere la meglio, arrivando ad avere bisogno di sola un'altra vittoria per vincere il titolo. Da quel momento la pressione prende il sopravvento, permettendo a Prost di tornare in corsa. Tutto si decide con il Gran Premio del Giappone, dove Ayrton, nonostante una brutta partenza, riesce a vincere la gara e quindi il titolo.

## Passione
- Titolo originale: Paixão
- Diretto da: Vicente Amorim e Julia Rezende
- Scritto da: Gustavo Brangança, Álvaro Campos, Álvaro Mamute, Rafael Spínola e Thais Falcão

### Trama
Ayrton inizia una relazione con la conduttrice televisiva Xuxa. Nel 1989 implode definitivamente la rivalità con Prost in seguito a delle controversie durante il Gran Premio di Imola, con quest'ultimo che afferma pubblicamente che la squadra stia favorendo il brasiliano. Tuttavia inizia una serie di successi negativi per lui, che permette a Prost di prendere la prima posizione in campionato, che nel frattempo firma con la Ferrari per il 1990. Per concentrarsi sulla vittoria del titolo, Ayrton decide di non mantenere la promessa di raggiungere Xuxa a New York: per lui è fondamentale vincere la gara successiva, quella del Gran Premio del Giappone. Mentre prova a superare Prost, i due hanno un contatto: il francese è eliminato, mentre il brasiliano riesce a rientrare in gara e a vincerla. Tuttavia Prost riesce a convincere Balestre a squalificarlo, facendo sì che sia proprio il francese a vincere il titolo del 1989. A fine stagione Xuxa decide che la loro relazione è destinata a finire poiché entrambi sono costantemente in viaggio.

## Eroe
- Titolo originale: Herói
- Diretto da: Vicente Amorim e Julia Rezende
- Scritto da: Gustavo Brangança, Álvaro Campos, Álvaro Mamute, Rafael Spínola e Thais Falcão

### Trama
Per la terza stagione di fila, anche nel 1990 il titolo si deciderà con il Gran Premio del Giappone. Ayrton si mostra furioso per l'ennesima decisione di Balestre a favore di Prost, per via della decisione della disposizione della griglia: paradossalmente chi parte in seconda posizione (Prost) è più avvantaggiato di chi ottiene la pole position (Senna) . Esattamente come l'anno precedente, i due piloti si scontrano ed entrambi sono costretti al ritiro: Ayrton vince il titolo. Nel 1991 riesce anche a realizzare il suo sogno di vincere il Gran Premio del Brasile, al termine di una gara stremante in cui gestire la macchina sembrava impossibile, uscendo dalla monoposto con dolori muscolari con cui riesce a malapena ad alzare la coppa. Quell'anno ottiene anche il suo terzo titolo mondiale. Al termine della stagione si riconcilia anche con Xuxa, ma i due non avranno un'altra relazione. Ayrton inizia infatti una relazione con Adriane Galisteu, conosciuta a una festa dopo la vittoria del Gran Premio del Brasile del1993. Nonostante ciò nel biennio 1992-1993 non riesce a ripetersi, e il mondiale va ai piloti della Williams-Renault (nel 1992 a Nigel Mansell e nel 1993 a Prost). Nel 1994 lo stesso Ayrton decide di passare alla Williams.

## Tempo
- Titolo originale: Tempo
- Diretto da: Vicente Amorim e Julia Rezende
- Scritto da: Gustavo Brangança, Álvaro Campos, Álvaro Mamute, Rafael Spínola e Thais Falcão

### Trama
La FIA modifica il regolamento per il 1994, limitando il dominio della Williams: dopo le prime due gare, infatti, Ayrton si trova ancora a zero punti. La terza gara della stagione è quella del Gran Premio di Imola. Il circuito è in cattive condizioni, e durante le prove libere Rubens Barrichello rimane ferito dopo un incidente, mentre il giorno dopo, nelle qualifiche, un altro incidente costa la vita a Roland Ratzenberger. Ayrton, parlando con Niki Lauda, decide di voler riformare il Grand Prix Drivers' Association per tutelare la sicurezza dei piloti. Prost, quell'anno ritiratosi dalle corse ma presente alla gara come commentatore, si riappacifica con Ayrton e decide di supportarlo nella rifondazione dell'associazione. In quei giorni Senna ricuce i rapporti anche con Laura Harrison, una giornalista che lo ha seguito sin dagli arbori, ma per cui nutriva rancore per aver sensazionalizzato la sua rivalità con Prost e per aver definito Senna un cattivo esempio, che ora sta scrivendo un articolo su tutta la sua carriera. La gara si corre lo stesso, nonostante la morte di Ratzengerger, poiché il nuovo presidente della FIA Max Mosley ritiene che siano state rispettate tutte le norme di sicurezza. Durante il 7° giro, Senna esce di pista ad alta velocità alla curva Tamburello a causa del cedimento del piantone dello sterzo, provocandone la morte. Laura Harrison decide di consegnare ai genitori il registratore con cui Ayrton aveva risposto a una domanda per il suo articolo, in cui spiega cosa lo spinga a gareggiare, affermando di amare le corse perché lo collegano alla sua famiglia. L'episodio finisce con un discorso del vero Senna, in cui incoraggia le persone a seguire sempre i propri sogni con determinazione.